# Klemens wilżynowiec
Klemens wilżynowiec (Gampsocoris punctipes) – gatunek pluskwiaków z podrzędu różnoskrzydłych i rodziny smukleńcowatych. Zamieszkuje Europę, Afrykę Północną oraz Azję Zachodnią i Środkową.

## Taksonomia
Gatunek ten opisany został po raz pierwszy w 1822 roku przez Ernsta Friedricha Germara pod nazwą Berytus punctipes. W 1852 roku Karl Adolf Fuß opisał ten sam gatunek pod nazwą Gampsocoris transsilvanica, czyniąc go gatunkiem typowym nowego rodzaju Gampsocoris.
W obrębie gatunku wyróżnia się dwa podgatunki:
- Gampsocoris punctipes pallidus Hoberlandt, 1949
- Gampsocoris punctipes punctipes (Germar, 1822)

Ten pierwszy opisany został w 1949 roku przez Ludvíka Hoberlandta, jako forma barwna. W 1965 roku Gustav Seidenstücker wyniósł go do rangi odrębnego gatunku, a w 1984 roku Jean Péricart nadał mu rangę podgatunku w obrębie G. punctipes.

## Morfologia
Pluskwiak o bardzo delikatnym, silnie wydłużonym, pozbawionym owłosienia ciele długości od 3,3 do 4,3 mm. Głowa ma wysklepione czoło i ubarwiona jest błyszcząco czarno z brązowym lub czerwonobrązowym rozjaśnieniem za przyoczkami. Bardzo silnie wydłużone czułki mają człony pierwszy i drugi brązowożółte z 10–15 ciemnymi obrączkami, człon trzeci jasny, co najwyżej niewyraźnie obrączkowany, a człon ostatni czarny z jaśniejszym wierzchołkiem. Przedplecze ma grubo punktowany i mocno wypukły wierzch. Krawędzie przednią i tylną ma białawe, tło zaś żółtobrązowe a na nim pięć błyszcząco czarnych guzków – dwa poprzeczne tuż za kołnierzem i trzy w części tylnej, mniejsze niż u G. culicinus. Mała, czarna lub czerwonobrązowa tarczka zaopatrzona jest w długi, odstający i dalej zakrzywiony ku dołowi, białawy kolec. Półpokrywy mają zesklerotyzowane w niewielkim stopniu i wskutek tego niemal przejrzyste przykrywki oraz duże, delikatne zakrywki. Na przykrywce występują brązowożółte żyłki główne, zaś w tyle zakrywki brązowawe plamki. Mocno wydłużone odnóża są żółtawe z licznym, ciemnym obrączkowaniem na udach i goleniach. Spód tułowia jest błyszcząco czarny. Odwłok ma niepunktowane, jasno ubarwione sternity, tylko u podstawy odwłoka występuje ciemna plama podłużna.

## Ekologia i występowanie
Owad ten jest kserofilem. Zasiedla stanowiska suche, ciepłe i otwarte, najchętniej o podłożu piaszczystym. Rozmnaża się wiosną. Składanie jaj odbywa się w maju i czerwcu. Od sierpnia spotyka się osobniki dorosłe kolejnego pokolenia. Zimowanie odbywa się w stadium owada dorosłego w ściółce, często u podstawy roślin żywicielskich. Pluskwiak ten jest fitofagiem ssącym soki z różnych roślin, najchętniej jednak żeruje na wilżynach, zwłaszcza na wilżynie ciernistej i rozłogowej.
Gatunek zachodniopalearktyczny. Podgatunek nominatywny znany jest w Europie z Portugalii, Hiszpanii, Irlandii, Wielkiej Brytanii, Francji, Luksemburga, Belgii, Holandii, Niemiec, Szwajcarii, Austrii, Włoch, Danii, Szwecji, Polski, Białorusi, Ukrainy, Czech, Słowacji, Węgier, Słowenii, Chorwacji, Bośni i Hercegowiny, Serbii, Czarnogóry, Rumunii, Mołdawii, Bułgarii, Albanii, Macedonii Północnej, Grecji, Turcji i Rosji. W Afryce Północnej zamieszkuje Wyspy Kanaryjskie, Maderę, Maroko, Algierię i Tunezję. Z Azji podawany jest z Cypru, Turcji, Gruzji, Armenii, Azerbejdżanu, Kazachstanu, Tadżykistanu, Syrii, Izraela, Iraku i Arabii Saudyjskiej. W Polsce podgatunek znany jest z południowej części kraju, pobrzeży Bałtyku i zachodniego Pomorza. Podgatunek G. p. pallidus występuje tylko w Azji Zachodniej. Znany jest z Turcji, Syrii oraz Iraku.